# Enfiteusi
L'enfitèusi (dal latino tardo emphyteusis, a sua volta dal greco ἐμφύτευσις che è da ἐμφυτεύω, «piantare, innestare»; e perciò «locazione per piantagione e frutto») è un diritto reale di godimento su un fondo di proprietà altrui, generalmente agricolo, secondo il quale il possessore (enfiteuta) ha la facoltà di godimento pieno (dominio utile) sul fondo stesso, ma per contro deve migliorare il fondo stesso e pagare inoltre al proprietario (direttario o concedente) un canone annuo in denaro o in derrate.

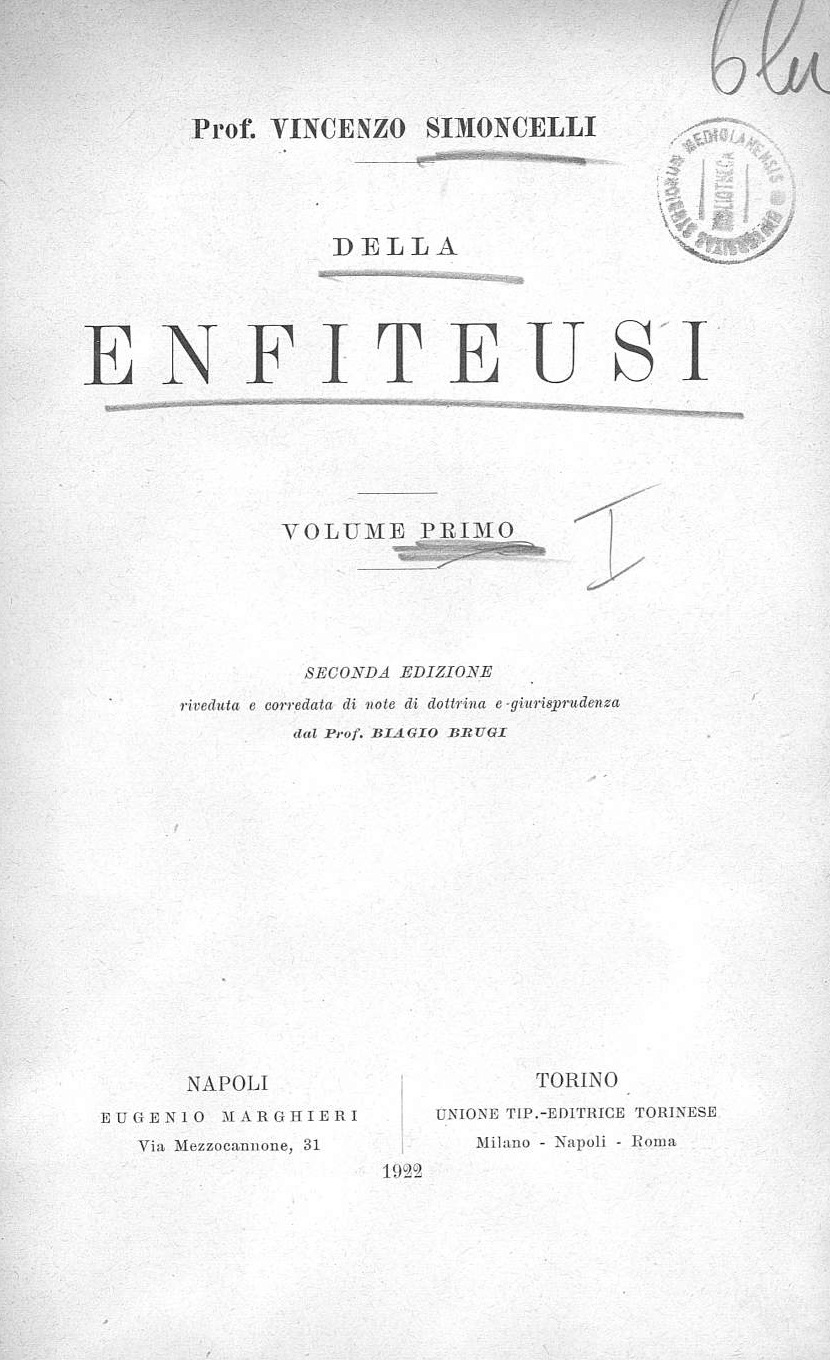
Vincenzo Simoncelli, Della enfiteusi, edizione del 1922

## Storia
Retaggio del diritto romano, tale istituto trae le sue origini dalla figura dell'ager vectigalis (lett. campo di vettigale quindi tassato) ovvero da una forma di divisione dell'ager publicus, che, costituito perlopiù da terre sottratte alle popolazioni italiche assoggettate dai romani, veniva in parte distribuito tra i coloni militari - cui erano destinate le terre già coltivate - o lentamente occupato dai cittadini (nel caso delle terre incolte) con il benestare della Repubblica. Suddette terre, in particolare, assumevano la denominazione di ager privatus vectigalisque (lett. campo privato e tassato) un'espressione che, come osservato da Theodor Mommsen, esprimeva le peculiarità di una proprietà sostanzialmente privata, ma formalmente pubblica, che si caratterizzava per la sua precarietà - la Repubblica poteva revocare in ogni momento la concessione -, e la sussistenza di un obbligo di pagamento del vectigal (vettigale) ovvero di un canone pari al decimo delle biade e al quinto degli altri frutti.
Ampiamente diffusa durante il periodo feudale, l'enfiteusi fu uno strumento amministrativo assai usato dalla Chiesa romana tra il VII-VIII secolo per assicurare stabilità politica in Italia, mediante la regolarizzazione della cessione o della concessione dei fondi, nei confronti dell'aristocrazia bizantina e successivamente longobarda. L'uso di concedere porzioni anche considerevoli di terreni in enfiteusi era peraltro molto diffusa nel medioevo anche da parte di abbazie e monasteri, che sovente si trovavano in difficoltà nel gestire la totalità dei terreni di loro proprietà, sia a causa delle dimensioni degli stessi, progressivamente aumentate dalle varie acquisizioni nel corso del tempo, sia per la distanza che taluni appezzamenti avevano dalla sede, e procedevano quindi a concedere in enfiteusi per la durata di 29 anni o a terza generazione parte delle loro proprietà. In tal senso, tra i casi più noti di enfiteusi la cui istituzione risale appunto al periodo medievale, si annoverano quelle che furono concesse alla Partecipanza agraria di Nonantola da parte dell'Abbazia di Nonantola e agli odierni Antichi Beni Originari di Grignano Polesine da parte dell'Abbazia di Pomposa.
Sempre nella realtà medioevale, poi, ebbe particolare importanza anche il cosiddetto livello (dal latino libellus, ovvero il documento cartaceo costitutivo del rapporto), che, sviluppatosi nel periodo successivo alla costituzione dei regni romano-barbarici, ed in particolare del Regno longobardo, presentava caratteristiche simili a quelle dell'enfiteusi, tanto da essere ricondotto ad essa anche dalla giurisprudenza di legittimità, la quale in più occasioni ha avuto modo di specificare come i due rapporti siano allo stato attuale completamente sovrapponibili e soggetti alle norme stabilite dall'ordinamento per le enfiteusi (Cass. civ. sez. III n. 64/1997 e, meno recentemente, Cass. n. 1366/1961 e Cass. 1682/1963 – E1).
Rimasto per lungo tempo soggetto alla disciplina del diritto romano, il rapporto enfiteutico trovò una regolamentazione completa con il Codice Civile italiano del 1865 (ove era annoverato tra i contratti), e con il successivo Codice Civile del 1942, che con gli articoli 957-977 del Libro Terzo della proprietà, introdusse una disciplina concepita al fine di incentivare la produttività delle terre grazie all'attività degli agricoltori.

## Il diritto del concedente
Il diritto del concedente a riscuotere il canone non si estingue per usucapione per il preciso disposto dell'art. 1164 del Codice Civile: si può usucapire solo il diritto dell'enfiteuta, mentre il dominio diretto è imprescrittibile; ai sensi dell'art. 1164 del Codice Civile (e prima ancora l'art. 2116 del vecchio Codice Civile abrogato), l'enfiteuta non può usucapire il diritto del concedente; secondo svariate pronunce della cassazione (4231/76 - 323/73 - 2904/62 - 2100/60 - 177/46), tutte concordi, "l'omesso pagamento del canone, per qualsiasi tempo protratto, non giova a mutarne il titolo del possesso, neppure nel singolare caso sia stata attribuita dalle parti efficacia ricognitiva".
L'esercizio del potere di ricognizione di cui all'art. 969 si applica solo per le enfiteusi a tempo (casi singolari), e non riguarda quindi le enfiteusi perpetue: ai sensi dell'art. 958 del Codice Civile le enfiteusi sono perpetue quando non viene stabilita la durata; le enfiteusi in cui non viene fissato un termine sono a tutti gli effetti perpetue; come tali, non va esercitato nessun potere di ricognizione in quanto, ai sensi dell'art. 1164 del Codice Civile, se non muta il titolo del possesso dell'enfiteuta, tale enfiteuta non può usucapire la proprietà e quindi il canone non è prescritto; la ricognizione è un diritto riconosciuto al concedente (e non un dovere) per impedire all'ex enfiteuta (ma solo per le enfiteusi a tempo, dopo la loro scadenza) di usucapire il terreno. "Trattasi, quindi, di una mera facoltà e non di un obbligo, nel senso che il concedente, se non vuole esercitarla, non perde, per ciò solo, il suo diritto sulla cosa" (Cassazione n. 2904 del 10/10/1962).
In pratica, la corretta applicazione dell'art. 1164 del C.C. (chi ha il possesso corrispondente all'esercizio di un diritto reale su cosa altrui non può usucapire la proprietà della cosa stessa, se il Titolo del suo possesso non è mutato per causa proveniente da un terzo o in forza di opposizione da lui fatta contro il diritto del proprietario. Il tempo necessario per l'usucapione decorre dalla data in cui il Titolo del possesso è stato mutato) prevede che, chi volesse usucapire il diritto del concedente, dovrebbe innanzitutto fare opposizione contro il diritto del proprietario e solo dopo 20 anni può usucapire, dinanzi ad un giudice, la piena proprietà.

## Il diritto dell'enfiteuta
L'enfiteusi è, fra i diritti reali su cosa altrui, quello di più esteso contenuto, al punto di essere stato considerato nei secoli precedenti come una forma di "piccola proprietà" e secondo la dottrina dominante è il proprietario ad avere un diritto subordinato a quello dell'enfiteuta, (tant'è che tuttora si ritiene che il cosiddetto "dominio utile" spetti all'enfiteuta, a differenza del caso di usufrutto, in cui il dominio utile spetta al nudo proprietario).
Il livellario o enfiteuta è colui al quale spetta il godimento di un bene che però non gli appartiene, infatti la concessione di un qualunque bene non scaturisce in un'acquisizione automatica della proprietà. La proprietà resta sempre in capo al concedente, detto anche direttario  fino a quando il livellario non chiede l'affrancazione del canone e diventa in questo caso, proprietario del bene.
Una conferma normativa si ha nella disciplina del rinvenimento del tesoro, che spetta al nudo proprietario in caso di usufrutto mentre spetta all'enfiteuta nel caso di enfiteusi.
L'enfiteusi è un diritto perpetuo o, se è previsto un termine, ha durata non inferiore a venti anni. Non è però suscettibile di subenfiteusi. Ha per oggetto tradizionalmente fondi rustici, ma dalla legislazione speciale è stata estesa anche ai fondi urbani.
L'enfiteusi si estende anche ai fabbricati edificati su terreni gravati da canone enfiteutico, ossia tutto ciò che è costruito su terreno gravato da canone enfiteutico diviene gravato dal canone anch'esso per accessione. Tale diritto, inoltre, è suscettibile di comunione ("coenfiteusi"), ma non può costituirsi su una quota del fondo indiviso, giacché l'obbligo di migliorare il fondo presuppone la piena materiale disponibilità di questo da parte dell'enfiteuta.

## Gli obblighi dell'enfiteuta
Sul fondo l'enfiteuta ha la stessa facoltà di godimento che spetta ad un proprietario (art. 959 c. c.), ma con due obblighi specifici:
1. di migliorare il fondo;
2. di corrispondere al nudo proprietario ("concedente") un canone periodico (una somma di danaro ovvero una quantità fissa di prodotti naturali), per la cui determinazione l'autonomia delle parti è vincolata dai criteri previsti dalle leggi speciali in materia.

A questo proposito, distinguiamo la determinazione del canone in base alla tipologia di enfiteusi:
1. enfiteusi su fondo agricolo: la normativa prevede che la misura del canone non può essere sproporzionata rispetto al valore di mercato del bene su cui grava il livello, ma che questo sia periodicamente aggiornato mediante l'applicazione di coefficienti di maggiorazione idonei a mantenere adeguata, con una ragionevole approssimazione la corrispondenza all'effettiva realtà economica. (Corte costituzionale sent. 406 del 7 aprile 1988 e sent. 143 del 23 maggio 1997). Proprio in relazione a queste sentenze è stato dichiarato illegittimo il metodo di calcolo che prendeva il reddito dominicale come valore di riferimento, proprio perché obsoleto e non più rispondente agli attuali parametri di mercato (es. Valore Agricolo Medio).
2. enfiteusi su fondo edificabile: il valore del canone di dette aree non può essere determinato sulla base delle enfiteusi rustiche onde evitare operazioni speculative, ma ad esso si deve pervenire applicando al valore dell'area considerata edificabile un equo saggio di rendimento (Consiglio di Stato parere n° 661/98 del 9 giugno 1998, Ministero delle finanze nota del 26 ottobre 2000(es. valore I.C.I.).
3. enfiteusi su fondo edificato: i fabbricati costruiti su terreni gravati da livello non possono essere considerati migliorie (Avvocatura dello Stato nota n.8475 del 19.12.1991), l'attività di miglioria che è richiesta all'enfiteuta, deve ritenersi intrinsecamente connessa alla natura del fondo stesso; mentre esula completamente da ciò ogni attività di trasformazione edilizia (Consiglio di Stato parere n. 661/1998). Il fabbricato pertanto risulta acquisito per accessione dal concedente in quanto proprietario dell'area.

## L'affrancazione e la subenfiteusi
L'affrancazione è il diritto di acquisto della proprietà del fondo da parte dell'enfiteuta mediante il pagamento di una somma pari a quindici volte il canone annuo (art. 971 c.c.; in passato, era venti volte). Il diritto di affrancazione è un diritto potestativo dell'enfiteuta: il concedente non può rifiutarsi di prestare il proprio consenso. È infatti vero anche l'inverso, ossia che il concedente non può obbligare il livellario ad affrancare se quest'ultimo intende pagare il canone annuo. L'atto di affrancazione è un negozio giuridico unilaterale.
Il contratto di subenfiteusi è vietato dal codice civile siccome l'enfiteuta non ha il diritto di stipulare questo subcontratto: infatti, il fine ultimo dell'enfiteusi è il miglioramento del fondo e non la mera attività speculativa. Pertanto, il contratto di subenfiteusi è nullo.

## Cause di estinzione del diritto
L'estinzione dell'enfiteusi si ha per alcune cause di tipo generale:
- per scadenza dell'eventuale termine:
- per distruzione del fondo (art. 963 C.C)
- per prescrizione estintiva, di durata ventennale (art. 970 C.C);
- per consolidazione.

Si ha poi per altre due cause, che operano in modo specifico nei confronti dell'enfiteusi:
- la devoluzione: è la cancellazione del diritto dell'enfiteuta con il conseguente recupero della piena proprietà da parte del concedente. Può determinarsi per gravi inadempienze dell'enfiteuta come la violazione dell'obbligo di migliorare il fondo o il mancato pagamento di due annualità del canone (art. 972 C.C). Dopo la devoluzione , e in ogni altro caso il cui concedente recupera la piena proprietà, deve rimborsare all'enfiteuta miglioramenti e addizioni lasciati al fondo (art. 975 C.C). A garanzia del rimborso che gli spetta , la legge dà all'enfiteuta un diritto di ritenzione : finché non riceve il rimborso, l'enfiteuta può rifiutarsi di riconsegnare il fondo al concedente (art. 975 C.C).
- l'affrancazione: è un meccanismo che consente all'enfiteuta di diventare proprietario del fondo , pagando al concedente una somma pari a 15 volte il canone annuo. Decidere se affrancare il fondo è un diritto potestativo dell'enfiteuta.

Fra domanda di devoluzione ed affrancazione prevale la seconda (art. 972 C.C.).
Una causa di estinzione dell'enfiteusi è il perimento totale del fondo (art. 963 C.C.).